# جانگ دی آیل
جانگ دی آیل (انگلیسی: Jang Dae-il؛ زادهٔ ۹ مارس ۱۹۷۵) یک بازیکن فوتبال اهل کره جنوبی است.
وی همچنین در تیم‌های ملی فوتبال کره جنوبی کره جنوبی کره جنوبی بازی کرده‌است.